# Morti nel 1111
| Questa pagina contiene informazioni ricavate automaticamente dalle voci biografiche con l'ausilio del template Bio e di un bot. L'aggiornamento è periodico e automatico e ricostruisce completamente la pagina. Se manca una persona in questa lista, sei pregato di non aggiungerla, ma accertati piuttosto che la sua voce biografica contenga il template Bio e che i dati anagrafici siano correttamente compilati. Se il template Bio manca, inseriscilo tu stesso o, in alternativa, metti l'avviso {{tmp\|Bio}} che ne segnala la mancanza. Se i dati riportati sono sbagliati, correggi direttamente la voce biografica; le modifiche saranno visibili in questa lista entro pochi giorni. Per chiarimenti vedi il progetto biografie. La lista contiene solo le 16 persone che sono citate nell'enciclopedia e per le quali è stato implementato correttamente il template Bio. Pagina aggiornata al 10 ago 2025. |

- 22 febbraio - Ruggero Borsa, cavaliere medievale normanno
- 7 marzo - Boemondo I d'Antiochia, militare normanno
- 11 aprile - Eufemia d'Ungheria, nobile ungherese
- 12 aprile - Bertoldo II di Zähringen, nobile tedesco (n. 1050)
- 17 aprile - Roberto di Molesme, abate e santo francese
- 5 ottobre - Roberto II di Fiandra, cavaliere medievale normanno
- 8 novembre - Ottone II d'Asburgo, conte austriaco
- 14 novembre - Giovanni da Traù, vescovo dalmata
- 7 dicembre - Ōe no Masafusa, poeta e scrittore giapponese (n. 1041)
- 19 dicembre - Agnese di Rheinfelden, nobile tedesco
- 19 dicembre - Al-Ghazali, teologo, filosofo e mistico persiano (n. 1058)
- Bernardo III di Besalú, conte
- Berta di Savoia, regina (n. 1075)
- Iorwerth ap Bleddyn, principe (n. 1053)
- Gilberto I di Gévaudan, nobile francese
- Nicola III Grammatico, arcivescovo ortodosso bizantino